# عملية ستيل
عملية الصلب ( التركية: Çelik Harekâtı كانت عملية عبر الحدود شنتها القوات المسلحة التركية في شمال العراق بين 20 مارس و4 مايو 1995 ضد حزب العمال الكردستاني . كان غزو كردستان العراق عملية عسكرية لفترة قصيرة ، وانتهت بخسائر فادحة في الأرواح في كلا الطرفين . 

## العملية
في 20 مارس 1995، شن حوالي 100000 جندي تركي غزوًا على شمال العراق . ومع ذلك، كان تأثير الهجوم محدودًا نسبيًا، على الرغم من الخسائر الكبيرة في صفوف حزب العمال الكردستاني ، حيث فرت غالبية قوات حزب العمال الكردستاني من المنطقة حتى لا يتعرضوا للهجوم و القتل من قبل القوات التركية قبل بدء عملية الهجوم
في 3 مايو، بعد أن قال وفد الحزب الديمقراطي الكردستاني إلى تركيا إنهم سيوقفون أنشطة حزب العمال الكردستاني في كردستان العراق ، سحبت تركيا قواتها المتبقية في 4 مايو. أدت العملية العسكرية إلى توتر العلاقات بين تركيا والولايات المتحدة وأوروبا ، حيث شردت القوات التركية أكثر من 15000 مدني كردي عراقي. 
لقد لاحظوا الحشد العسكري على الحدود وكانوا يتوقعون الهجوم. بحلول 25 أبريل، سحبت تركيا 20000 من قواتها البالغ عددها 100000 جندي.